# Vilma Egresi
Vilma Egresi (* 7. Mai 1936 in Budapest; † 7. Januar 1979 ebenda) war eine ungarische Kanutin.

## Karriere
Vilma Egresi sicherte sich ihre erste internationale Medaille mit dem Gewinn der Silbermedaille bei den  Weltmeisterschaften 1954 in Mâcon, als sie den zweiten Platz im Zweier-Kajak über 500 Meter belegte. Sechs Jahre darauf startete sie in dieser Disziplin auch bei den Olympischen Spielen 1960 in Rom. Ihren Vorlauf beendeten sie und Klára Fried-Bánfalvi auf dem dritten Platz und qualifizierten sich damit für den Finallauf. In diesem belegten sie mit einer Laufzeit von 1:58,22 Minuten den Bronzerang hinter Marija Schubina und Antonina Seredina aus der Sowjetunion sowie den Deutschen Therese Zenz und Ingrid Hartmann.
Sie war mit dem Leichtathleten Gerhart Hecker verheiratet, der ebenfalls 1960 an den Olympischen Spielen teilgenommen hatte.